# Kết quả chi tiết giải bóng đá nữ vô địch quốc gia 2012
Kết quả chi tiết giải bóng đá nữ vô địch quốc gia 2012 (Tên chính thức là: Giải bóng đá nữ vô địch quốc gia - Cúp Thái Sơn Bắc 2012, đặt tên theo nhà tài trợ) là kết quả chi tiết giải đấu bóng đá lần thứ 15 của Giải vô địch bóng đá nữ Việt Nam do VFF tổ chức và Công ty TNHH thiết bị điện Thái Sơn Bắc tài trợ.

## Kết quả chi tiết
Giải Bóng đá nữ Vô địch Quốc gia - Thái Sơn Bắc 2012 với sự tham dự của 6 đội bóng gồm: Hà Nội I, Hà Nội II, Phong Phú Hà Nam, Than Khoáng sản Việt Nam, Thành phố Hồ Chí Minh và Gang thép Thái Nguyên sẽ thi đấu theo thể thức vòng tròn 2 lượt để tính điểm xếp hạng. Các trận lượt đi sẽ diễn ra từ ngày 10/4 đến ngày 27/4/2012 trên Sân vận động Thống Nhất và Sân vận động Phú Nhuận, Thành phố Hồ Chí Minh. Các trận lượt về được tổ chức trên Sân vận động Hà Nam, tỉnh Hà Nam từ ngày 12/5 đến ngày 30/5/2012.

### Vòng 1
| Hà Nội I                                                                     | 1–0      | Thành phố Hồ Chí Minh                          |
| ---------------------------------------------------------------------------- | -------- | ---------------------------------------------- |
| Nguyễn Thị Hòa (14) 2' · Nguyễn Thị Muôn (7) 61' · Nguyễn Thị Xuyến (27) 63' | Chi tiết | Đỗ Thị Kim Thoa (25) 32' · Lê Thị Vui (15) 86' |

| Than Khoáng Sản Việt Nam                         | 1–2      | Hà Nội II                                                                      |
| ------------------------------------------------ | -------- | ------------------------------------------------------------------------------ |
| Lê Thị Thương (9) 55' · Nguyễn Thị Hạnh (13) 42' | Chi tiết | Nguyễn Thị Đăng (10) 30' · Nguyễn Thị Mỹ Hảo (28) 40' · Lê Thị Oanh (15) 90+3' |

| Phong Phú Hà Nam | 5–0      | Gang Thép Thái Nguyên                                   |
| --- | -------- | ------------------------------------------------------- |
| Phạm Thị Hằng (23) 13' · Lê Thu Thanh Hương (10) 17', 86' · Nguyễn Thị Nguyệt (9) 52' · Nguyễn Thị Tuyết Dung (7) 90+2' · Phạm Thị Tươi (22) 72' | Chi tiết | Nguyễn Thị Thảo Anh (14) 16' · Nguyễn Thị Mừng (15) 79' |

### Vòng 2
| Thành phố Hồ Chí Minh | 0–0      | Hà Nội II                                      |
| --------------------- | -------- | ---------------------------------------------- |
|                       | Chi tiết | Lê Thị Oanh (15) 61' · Nguyễn Thị Cúc (19) 68' |

| Hà Nội I | 3–1      | Gang Thép Thái Nguyên                              |
| --- | -------- | -------------------------------------------------- |
| Nguyễn Thị Hòa (14) 21' · Nguyễn Thị Muôn (7) 71' · Nguyễn Thị Xuyến (27) 90' · Bùi Thị Lan (3) 57' · Nguyễn Thị Xuyến (27) 80' | Chi tiết | Lương Thị Đào (10) 36' · Đinh Thị Thúy (8) 28' 70' |

| Than Khoáng Sản Việt Nam                                                                              | 2–0      | Phong Phú Hà Nam       |
| --- | -------- | ---------------------- |
| Lê Thị Thương (9) 16' · Lê Thị Hoài Thu (19) 23' · Lê Thị Hoài Thu (19) 37' · Nhiêu Thùy Linh (3) 71' | Chi tiết | Phạm Thị Tươi (22) 66' |

### Vòng 3
| Hà Nội II | 0–2      | Hà Nội I                                    |
| --------- | -------- | ------------------------------------------- |
|           | Chi tiết | Cao Thị Biên (4) 8' · Vũ Thị Nhung (21) 34' |

| Thành phố Hồ Chí Minh                                                                                  | 4–0      | Phong Phú Hà Nam                                      |
| --- | -------- | ----------------------------------------------------- |
| Lê Thị Vui (15) 26', 76' · Huỳnh Như (9) 74' · Nguyễn Thị Kim Loan (26) 82' · Chương Thị Kiều (19) 40' | Chi tiết | Phan Thị Chinh (12) 25' · Lê Thu Thanh Hương (10) 36' |

| Gang Thép Thái Nguyên | 0–2      | Than Khoáng Sản Việt Nam                                                          |
| --------------------- | -------- | --------------------------------------------------------------------------------- |
|                       | Chi tiết | Lê Thị Hoài Thu (19) 32' · Nguyễn Thị Mai Ngọc (15) 69' · Nguyễn Thị Thảo (7) 78' |

### Vòng 4
| Phong Phú Hà Nam             | 0–0      | Hà Nội II |
| ---------------------------- | -------- | --------- |
| Nguyễn Thị Kim Thoa (19) 87' | Chi tiết |           |

| Gang Thép Thái Nguyên     | 0–4      | Thành phố Hồ Chí Minh                                                                                     |
| ------------------------- | -------- | --- |
| Lê Thị Thanh Mai (18) 63' | Chi tiết | Huỳnh Như (9) 28', 45' · Võ Thị Thùy Trinh (47) 59' · Ngô Thị Hạnh (8) 78' · Đặng Thị Kiều Trinh (68) 19' |

| Than Khoáng Sản Việt Nam                        | 2–2      | Hà Nội I                                                                                                |
| ----------------------------------------------- | -------- | --- |
| Nguyễn Thị Thảo (7) 65' · Lê Thị Thương (9) 68' | Chi tiết | Nguyễn Thị Hòa (14) 8' · Nguyễn Thị Thành (11) 52' · Nguyễn Thị Muôn (7) 79' · Phạm Hoàng Quỳnh (8) 90' |

### Vòng 5
| Hà Nội II                | 1–3      | Gang Thép Thái Nguyên                                                                                               |
| ------------------------ | -------- | --- |
| Nguyễn Thị Đăng (10) 75' | Chi tiết | Nguyễn Thị Hương A (3) 17' (ph.l.n) · Nguyễn Hải Hòa (89) 43' · Nguyễn Hương Giang (19) 48' · Đinh Thị Thúy (8) 67' |

| Hà Nội I                                                                                               | 1–2      | Phong Phú Hà Nam                                                                        |
| --- | -------- | --------------------------------------------------------------------------------------- |
| Trần Thị Hồng Nhung (12) 87' (ph.l.n) · Nguyễn Thị Kim Tiến (16) 42' · Dương Thị Khánh Ly (22) 74' 88' | Chi tiết | Nguyễn Thị Tuyết Dung (7) 48' · Nguyễn Thị Nguyệt (9) 59' · Lê Thu Thanh Hương (10) 89' |

| Thành phố Hồ Chí Minh                                          | 1–0      | Than Khoáng Sản Việt Nam                        |
| -------------------------------------------------------------- | -------- | ----------------------------------------------- |
| Huỳnh Như (9) 54' · Ngô Thị Hạnh (8) 27' · Lê Thị Vui (15) 62' | Chi tiết | Lê Thị Hoài Thu (19) 29' · Vũ Thị Ngân (23) 84' |

### Vòng 6
| Phong Phú Hà Nam                                                                | 2–0      | Thành phố Hồ Chí Minh    |
| ------------------------------------------------------------------------------- | -------- | ------------------------ |
| Nguyễn Thị Nguyệt (9) 21' · Lê Thu Thanh Hương (10) 70' · Bùi Thị Như (6) 90+4' | Chi tiết | Chương Thị Kiều (19) 24' |

| Hà Nội II                                       | 2–7      | Hà Nội I |
| ----------------------------------------------- | -------- | --- |
| Nguyễn Thị Đăng (10) 56' · Lê Thị Oanh (15) 89' | Chi tiết | Nguyễn Thị Muôn (7) 30', 68', 73' · Nguyễn Thị Hòa (14) 12', 51' · Phạm Hải Yến (19) 80' · Vũ Thị Nhung (21) 13' |

| Gang Thép Thái Nguyên                           | 1–5      | Than Khoáng Sản Việt Nam |
| ----------------------------------------------- | -------- | --- |
| Nguyễn Hải Hòa (89) 71' · Đinh Thị Thúy (8) 82' | Chi tiết | Chu Thị Hằng (16) 27' (ph.l.n) · Phạm Hoàng Quỳnh (8) 66' · Vũ Thị Ngân (23) 74' · Nguyễn Thị Thảo (7) 77' · Nguyễn Thị Mai Ngọc (15) 89' · Vũ Thị Anh (8) 16' |

### Vòng 7
| Hà Nội II                                             | 2–4      | Phong Phú Hà Nam                                                                                                   |
| ----------------------------------------------------- | -------- | --- |
| Nguyễn Thị Huế (18) 18', 90+4' · Hồ Thị Quỳnh (7) 83' | Chi tiết | Nguyễn Thị Liễu (18) 32' · Nguyễn Thị Nguyệt (9) 57', 90+3' · Lê Thu Thanh Hương (10) 88' · Vũ Thị Thúy (16) 90+4' |

| Hà Nội I                                      | 0–1      | Than Khoáng Sản Việt Nam                            |
| --------------------------------------------- | -------- | --------------------------------------------------- |
| Bùi Thúy An (5) 41' · Dương Khánh Ly (22) 63' | Chi tiết | Lê Thị Hoài Thu (19) 52' · Lê Thị Hoài Thu (19) 71' |

| Gang Thép Thái Nguyên     | 0–2      | Thành phố Hồ Chí Minh                                                                                 |
| ------------------------- | -------- | --- |
| Lê Thị Thanh Mai (18) 59' | Chi tiết | Võ Thị Thùy Trinh (47) 7', 80' · Trịnh Ngọc Hoa (11) 48' · Lê Thị Vui (15) 68' · Ngô Thị Hạnh (8) 88' |

### Vòng 8
| Than Khoáng Sản Việt Nam   | 1–0      | Hà Nội II                |
| -------------------------- | -------- | ------------------------ |
| Lê Thị Hoài Thu (19) 90+4' | Chi tiết | Trịnh Thị Hoàn (6) 90+1' |

| Phong Phú Hà Nam                                         | 2–1      | Gang Thép Thái Nguyên                                   |
| -------------------------------------------------------- | -------- | ------------------------------------------------------- |
| Nguyễn Thị Tuyết Dung (7) 30' · Nguyễn Thị Liễu (18) 80' | Chi tiết | Nguyễn Hương Giang (19) 37' · Nguyễn Thị Nhung (12) 12' |

| Thành phố Hồ Chí Minh                                                                                     | 2–2      | Hà Nội I                                                                                          |
| --- | -------- | ------------------------------------------------------------------------------------------------- |
| Trần Thị Thu (23) 74' · Phan Thị Trang (10) 76' · Nguyễn Thị Tuyết Mai (17) 78' · Phan Thị Trang (10) 79' | Chi tiết | Nguyễn Thị Thành (11) 55', 82' · Cao Thị Biên (4) 34' · Bùi Thị Lan (3) 46' · Bùi Thúy An (5) 66' |

### Vòng 9
| Than Khoáng Sản Việt Nam                                                 | 1–1      | Phong Phú Hà Nam            |
| ------------------------------------------------------------------------ | -------- | --------------------------- |
| Nguyễn Thị Hạnh (13) 57' · Vũ Thị Anh (18) 76' · Nhiêu Thùy Linh (3) 85' | Chi tiết | Lê Thu Thanh Hương (10) 86' |

| Hà Nội II                                                                  | 0–4      | Thành phố Hồ Chí Minh                                                               |
| -------------------------------------------------------------------------- | -------- | ----------------------------------------------------------------------------------- |
| Trịnh Thị Hoàn (6) 32' · Nguyễn Thị Đăng (10) 22' · Trịnh Thị Hoàn (6) 54' | Chi tiết | Lê Thị Vui (15) 40', 46', 48' · Chương Thị Kiều (19) 33' · Chương Thị Kiều (19) 63' |

| Hà Nội I | 6–1      | Gang Thép Thái Nguyên    |
| --- | -------- | ------------------------ |
| Nguyễn Thị Hòa (14) 3', 40' · Vũ Thị Nhung (21) 27' · Nguyễn Thị Muôn (7) 60' · Nguyễn Thị Thanh (11) 77' · Từ Thị Phụ (12) 89' | Chi tiết | Nguyễn Thị Mừng (15) 45' |

### Vòng 10
| Thành phố Hồ Chí Minh   | 0–1      | Than Khoáng Sản Việt Nam                                                                                                 |
| ----------------------- | -------- | --- |
| Trịnh Ngọc Hoa (11) 50' | Chi tiết | Lê Thị Thương (9) 60' · Lê Thị Thương (9) 16' · Phạm Hoàng Quỳnh (8) 33' · Trần Thị Huế (6) 40' · Vũ Thị Ngân (23) 90+3' |

| Gang Thép Thái Nguyên                                                       | 2–2      | Hà Nội II                                                                     |
| --------------------------------------------------------------------------- | -------- | ----------------------------------------------------------------------------- |
| Lương Thị Xuyến (7) 55' · Nguyễn Hải Hòa (89) 84' · Lương Thị Xuyến (7) 29' | Chi tiết | Nguyễn Thị Đăng (10) 60' · Nguyễn Thị Huệ (18) 70' · Nguyễn Thị Ngọc (23) 90' |

| Phong Phú Hà Nam | 2–3      | Hà Nội I                                                                                       |
| --- | -------- | ---------------------------------------------------------------------------------------------- |
| Trần Thị Thu (8) 67' · Nguyễn Thị Liễu (18) 71' · Phạm Thị Tươi (22) 25' · Bùi Thị Như (6) 47' · Nguyễn Thị Liễu (18) 78' | Chi tiết | Nguyễn Thị Muôn (7) 9' · Nguyễn Thị Hòa (14) 48' · Phạm Hải Yến (19) 88' · Bùi Thị Lan (3) 41' |

## Bảng xếp hạng
| 1 | Than Khoáng Sản Việt Nam | 10 | 6 | 2 | 2 | 16-7  | 20 |
| 2 | Hà Nội I                 | 10 | 6 | 2 | 2 | 27-14 | 20 |
| 3 | Thành phố Hồ Chí Minh    | 10 | 5 | 2 | 3 | 17-6  | 17 |
| 4 | Phong Phú Hà Nam         | 10 | 5 | 2 | 3 | 19-14 | 17 |
| 5 | Hà Nội II                | 10 | 1 | 3 | 6 | 9-24  | 6  |
| 6 | Gang Thép Thái Nguyên    | 10 | 1 | 1 | 8 | 9-32  | 4  |

## Kết quả tổng hợp
- Đội vô địch: Than Khoáng Sản Việt Nam
- Đội hạng nhì: Hà Nội Tràng An I
- Đội thứ ba: Tp.Hồ Chí Minh
- Giải phong cách: Phong Phú Hà Nam
- Cầu thủ xuất sắc nhất: Nguyễn Thị Nguyệt (9 - Phong Phú Hà Nam)
- Cầu thủ ghi nhiều bàn thắng nhất: Nguyễn Thị Hòa (14, Hà Nội I, 8 bàn)
- Thủ môn xuất sắc nhất: Nguyễn Thị Thanh Hảo (30 - Than KSVN).
- Trận đấu có số khán giả đến sân đông nhất: 12.000 người vào ngày 30 tháng 5 năm 2012 giữa hai đội Phong Phú Hà Nam gặp Hà Nội I trên sân vận động Hà Nam; vào ngày 24 tháng 5 năm 2012 giữa hai đội Than Khoáng Sản Việt Nam gặp Phong Phú Hà Nam trên sân vận động Hà Nam.

| Tổng hợp chi tiết | Tổng hợp chi tiết | Tổng hợp chi tiết | Tổng hợp chi tiết | Tổng hợp chi tiết |
| ----------------- | ----------------- | ----------------- | ----------------- | ----------------- |
| Vòng đấu          | Số bàn thắng      | Khán giả          | Thẻ vàng          | Thẻ đỏ            |
| 1                 | 9                 | 1.700             | 8                 | 0                 |
| 2                 | 6                 | 800               | 7                 | 1                 |
| 3                 | 8                 | 900               | 4                 | 0                 |
| 4                 | 8                 | 900               | 5                 | 0                 |
| 5                 | 8                 | 900               | 6                 | 1                 |
| 6                 | 17                | 15.000            | 4                 | 0                 |
| 7                 | 9                 | 18.000            | 9                 | 0                 |
| 8                 | 8                 | 23.000            | 7                 | 0                 |
| 9                 | 13                | 18.000            | 5                 | 1                 |
| 10                | 10                | 22.000            | 11                | 0                 |
| Kết quả           | 88                | 116.200           | 66                | 3                 |